# 宋恕 (唐朝)
宋恕（?—?），唐朝邢州南和县（今河北省邢台市南和区）人，宋璟的第五子。
宋恕官至都官郎中、剑南采访判官，依倚权势，非常贪暴。宋恕在剑南时，雒县县令崔珪是宋恕的表兄，妻子美丽，宋恕引诱她私通，而贬崔珪的官职。又养刺客李晏。天宝九载，被人所告发，与兄长宋浑贪赃受贿各数万贯。李林甫奏称宋浑由东京御史台审理，宋恕由剑南节度使审理，都查实有罪，宋浑流放到岭南高要郡，宋恕流放到海康郡。其兄汉东郡太守宋尚，当年也被人告发贪赃，贬为临海郡长史。其子宋袞，官至太常丞。